# Saint-Denis-le-Thiboult
 Saint-Denis-le-Thiboult  es una población y comuna francesa, en la región de Alta Normandía, departamento de Sena Marítimo, en el distrito de Rouen y cantón de Darnétal.

## Demografía
| 296 | 295 | 341 | 409 | 471 | 490 |
| Para los censos de 1962 a 1999 la población legal corresponde a la población sin duplicidades (Fuente: INSEE [Consultar]) |     |     |     |     |     |